# Neotrichia ovona
Neotrichia ovona is een schietmot uit de familie Hydroptilidae. De soort komt voor in het Neotropisch gebied.